# Night Work
Albums de Scissor Sisters
Ta-Dah
(2006)
Singles
Night Work est le troisième album studio du groupe américain Scissor Sisters, édité chez Universal Records aux États-Unis ou Polydor Records au Royaume-Uni. Le single Fire with Fire a précédé la sortie de l'album, le 28 juin 2010.

## Pistes
| No  | Titre               | Durée |
| --- | ------------------- | ----- |
| 1.  | Night Work          | 3:08  |
| 2.  | Whole New Way       | 2:53  |
| 3.  | Fire with Fire      | 4:13  |
| 4.  | Any Which Way       | 4:41  |
| 5.  | Harder You Get      | 3:06  |
| 6.  | Running Out         | 3:09  |
| 7.  | Something Like This | 3:02  |
| 8.  | Skin This Cat       | 2:41  |
| 9.  | Skin Tight          | 3:26  |
| 10. | Sex and Violence    | 4:14  |
| 11. | Night Life          | 3:37  |
| 12. | Invisible Light     | 6:14  |

## Invités

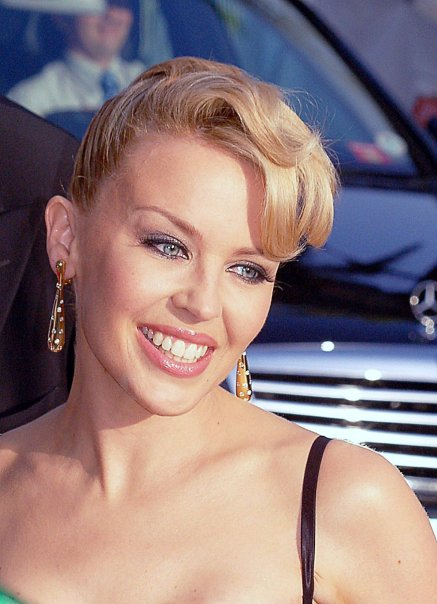
Kylie Minogue (en 2008)

### Kylie Minogue
La sortie de Night Work coïncide avec celle du onzième album de Kylie Minogue, Aphrodite, également produit par Stuart Price. Tandis que la chanteuse australienne participe au chœur sur la chanson Any Which Way, Jake Shears contribue à l'écriture de Too Much, l'une des pistes d'Aphrodite. Les Scissor Sisters reprennent par ailleurs le single All the Lovers lors d'un passage radio pour la BBC.

### Santi White
La chanteuse américaine Santigold a contribué à l'écriture et au chœur de la chanson Running Out sous son nom de naissance, Santi White.

### Ian McKellen
L'acteur britannique Ian McKellen, ouvertement homosexuel et militant pour les droits LGBT[précision nécessaire], appose sa voix sur Invisible Light, la dernière chanson de l'album. Il n'en est pas à ses débuts dans la musique puisqu'il avait notamment interprété un vampire dans le clip du single Heart des Pet Shop Boys.